# Tipula gemma
Tipula gemma är en tvåvingeart som beskrevs av Alexander 1953. Tipula gemma ingår i släktet Tipula och familjen storharkrankar. Inga underarter finns listade i Catalogue of Life.